# 長尾秀樹
長尾 秀樹（ながお ひでき、1952年2月14日 ‐ ）は、日本の政治家。立憲民主党所属の元衆議院議員（1期）。元大阪市会議員（3期）。

## 来歴・人物
兵庫県神戸市生まれ。
1976年3月、京都大学法学部卒業。同年4月、大阪市役所に入庁。2001年12月、大阪市役所を退職。
2003年4月に行われた大阪市会議員選挙（東淀川区選挙区）に民主党公認で立候補し初当選。以後、計3回連続当選。2015年の市議選（定数6）は次点で落選。
2016年5月、民進党大阪府第5区総支部長に就任。
2017年10月の第48回衆議院議員総選挙に大阪5区から立憲民主党公認で出馬し、公明党の國重徹に敗れるも比例復活で初当選を果たした。2018年11月より党大阪府連幹事長。2020年9月の新・立憲民主党結党に参加。
2021年4月に新型コロナウイルスに感染したと報じられた。9月、年齢や持病を理由として第49回衆議院議員総選挙には出馬せずに政界から引退することを表明した。

## 政策
- アベノミクスを評価しない[8]。
- 消費増税の先送りをどちらかと言えば評価しない[8]。
- 安全保障関連法の成立を評価しない[8]。
- 安倍内閣による北朝鮮問題への取り組みを評価しない[8]。
- 共謀罪法を評価しない[8]。
- 安倍内閣による森友学園問題・加計学園問題への対応を評価しない[8]。
- 長期的に消費税率を10%よりも高くすることにどちらかと言えば反対[8]。
- 幼稚園・保育所から大学まで教育を無償化することにどちらかと言えば賛成[8]。
- 経済競争力を多少犠牲にしても格差是正を優先すべきだ[8]。
- 選択的夫婦別姓の導入に賛成[8]。
- 一人親家庭やDINKsなど家族の形は多様でよい[8]。
- 非核三原則を堅持すべきだ[8]。
- 憲法改正にどちらかと言えば賛成。改正すべき項目として、地方自治・環境権・プライバシー権を挙げる[8]。